# 짐바브웨의 역사
짐바브웨의 역사는 아프리카 국가인 짐바브웨의 역사를 설명하는 문서이다. 약 2,000년 전까지만 해도 짐바브웨가 될 곳은 산족의 조상들에 의해 거주되었다. 이 지역의 반투족 주민들이 도착하여 이 지역에서 도자기 생산을 발전시켰다. 마풍구브웨 왕국과 짐바브웨 왕국을 포함한 일련의 무역 제국이 나타났다. 1880년대에 영국 남아프리카 회사는 남로디지아 식민시대를 이끌면서 이 지역에서 활동을 시작했다.
1979년 랭커스터 하우스 협정에 따라 1980년 국제적으로 인정된 다수결로 전환되었다. 영국은 그해 4월 18일 짐바브웨의 독립을 승인했다. 2000년대 들어 짐바브웨의 경제는 영국이 주도하는 서방 국가들의 경제 제재와 광범위한 정부 부패 등 여러 요인들로 인해 악화되기 시작했다. 경제적 불안정으로 인해 많은 짐바브웨 사람들이 이민을 갔다. 1980년 짐바브웨가 독립하기 전에는 로디지아, 남로디지아, 짐바브웨 로디지아라는 이름으로 알려져 있었다.

## 식민지 이전 시대 (1000년~1887년)

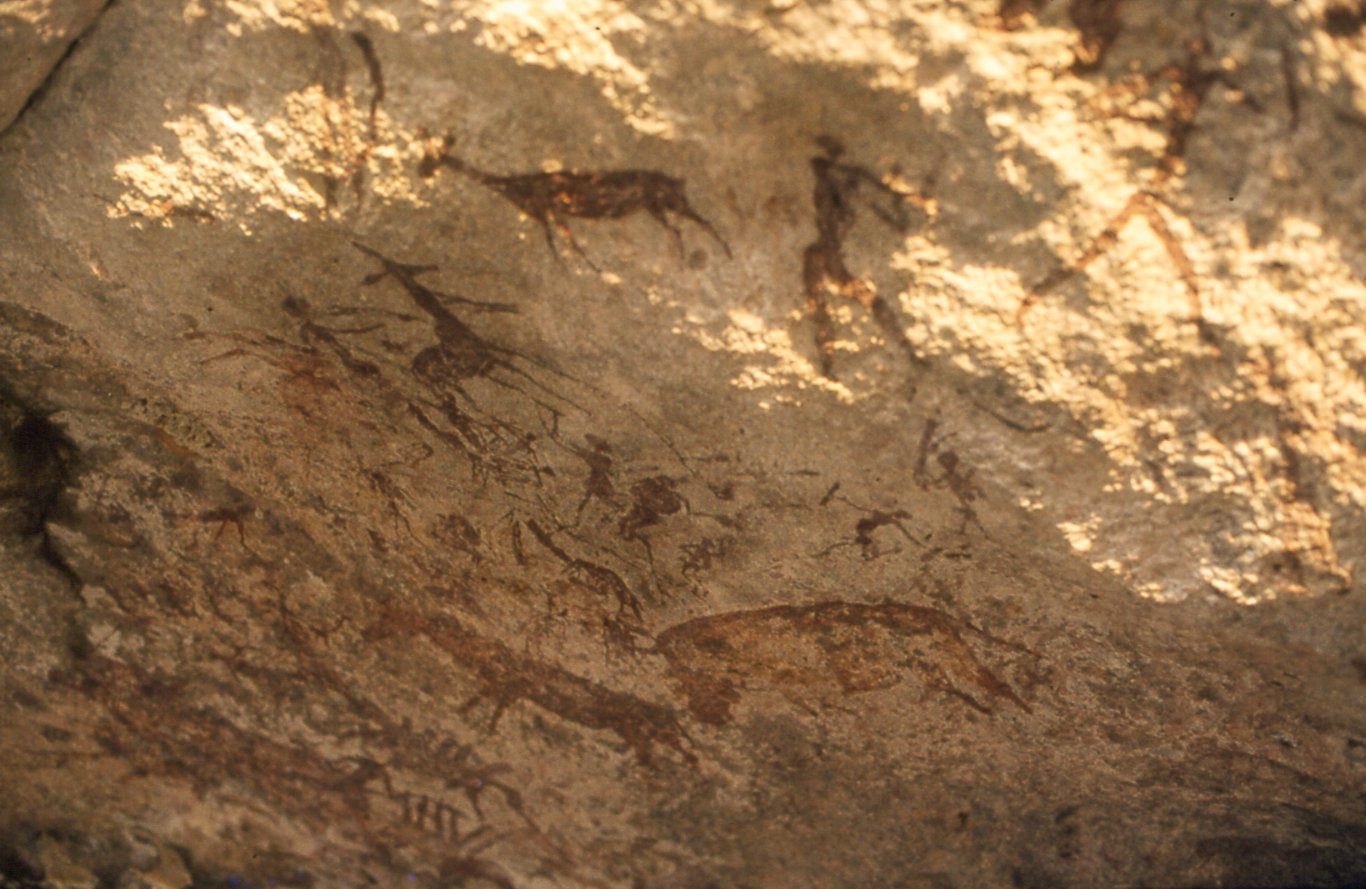
짐바브웨 무레와 근처에 위치한 산족의 석기 시대 그림

오늘날 짐바브웨에 반투어를 사용하는 사람들이 도착하기 전에 이 지역은 산족의 조상들이 살고 있었다. 반투어를 사용하는 최초의 농민들은 약 2000년 전 반투족의 팽창기에 도착했다.
이 반투족 화자들은 짐바브웨 남동부에서 발견된 기원후 3세기에서 5세기 사이의 은잎 또는 마톨라 전통에 속하는 초기 철기 시대 도자기를 만들었다. 이 전통은 오대호 서쪽에서 발원하여 케냐 남동부와 탄자니아 북동부의 해안 지역, 그리고 남쪽으로 모잠비크, 짐바브웨 남동부, 나탈로 퍼져나갔다. 짐바브웨에서 더 많은 수의 사람들이 기원후 4세기의 지와와 고코메레 도자기 제조자들이다. 초기 철기 시대 도자기의 전통은 말라위와 짐바브웨로 내륙으로 이동했던 동부 하천의 고지대에 속했다. 고코메레와 지와 유적에서 구슬의 수입이 발견되었는데, 아마도 해안으로 수출된 금의 대가로 추정된다.
고코메레 문화의 후기 단계는 짐바브웨 남부의 지조였다. 지조 공동체는 10세기에 샤셰림포 지역에 정착했다. 그들의 수도는 슈뢰다(짐바브웨에서 림포포강 바로 건너편)였다. 그곳에서 많은 도자기 조각, 동물과 새의 조각, 그리고 다산인형 등이 발견되었다. 주민들은 상아 팔찌와 다른 상아 제품을 생산했다. 그곳에서 발견된 수입 구슬은 인도양 연안 무역업자들과 상아와 가죽으로 추정되는 무역의 증거이다.

## 1999년~2000년
그러나 짐바브웨는 1999년에 상당한 정치적, 경제적 격변의 시기를 경험하기 시작했다. 로버트 무가베 대통령과 ZANU-PF 정부에 대한 반대는 1990년대 중반 이후 백인 농민들이 소유한 농지를 압류하고 서방 국가들이 이에 대응하여 가한 경제 제재로 인한 경제 및 인권 상황 악화로 인해 상당히 커졌다. 민주변화운동(MDC)은 1999년 9월 노동조합원 모건 창기라이에 의해 창당된 야당이다.
MDC가 무가베 정부에 대한 반대를 시험할 수 있는 첫 번째 기회는 2000년 2월, 정부가 제안한 헌법 초안에 대한 국민투표가 실시되었다. 그 요소들 중에서, 새로운 헌법은 무가베 대통령이 두 번의 추가 임기를 모색하는 것을 허용하고, 정부 관리들에게 기소 면제를 부여하고, 정부가 백인 소유 토지에 대한 압류를 허가했을 것이다. 국민투표는 쉽게 부결되었다. 얼마 지나지 않아, 정부는 느슨하게 조직된 참전용사 그룹을 통해, 그들의 나이로 판단되는 소위 참전 용사들 중 일부는 너무 어려서 치무렌가에서 싸웠기 때문에 참전 용사가 아니었고, 종종 백인 농부들의 강제 추방과 농부들과 농장 직원들에 대한 폭력으로 특징지어지는 공격적인 토지 재분배 프로그램을 승인했다.
2000년 6월에 치러진 의회 선거는 지역화된 폭력, 선거 부정, 야당 지지자들의 정부 협박으로 얼룩졌다. 그럼에도 불구하고 민주변화운동은 국회 120석 중 57석을 확보하는 데 성공했다.

## 2002년
대통령 선거는 2002년 3월에 치러졌다. 투표가 있기 몇 달 전, ZANU-PF는 군대, 보안 서비스, 특히 소위 '전쟁 참전 용사들'의 지원을 받아 1970년대 스미스 정권에 대항하여 실제로 싸운 극소수만이 MDC가 이끄는 야당에 대한 대대적인 위협과 탄압을 시작했다. 국제적인 강한 비판에도 불구하고, 이러한 조치들은 선거 과정의 조직적인 전복과 함께 로버트 무가베의 승리를 보장했다. 정부의 행동은 무가베 정권의 주요 회원들에게 제한적인 제재를 가한 유럽 연합과 미국으로부터 강한 비판을 받았다. 2002년 선거 이후 짐바브웨는 경제적 어려움과 정치적 혼란이 가중되고 있다.

## 같이 보기
- 아프리카의 역사